# Маний Ацилий Глабрион (трибун 78 пр.н.е.)
Вижте пояснителната страница за други значения на Маний Ацилий Глабрион.
Маний Ацилий Глабрион (на латински: Manius Acilius Glabrio) е политик на Римската република през 1 век пр.н.е. Произлиза от фамилията Ацилии, клон Глабрион.
През 78 пр.н.е. той е народен трибун. Тази година консули са Марк Емилий Лепид и Квинт Лутаций Катул и се състои погребението на диктатора Луций Корнелий Сула, първото държавно погребение в късната Римска република.